# Cuzăplac
Cuzăplac (Hongaars: Középlak) is een gemeente in het District Sălaj in het noordwesten van Roemenië. De gemeente bestaat uit acht dorpen: Cubleșu, Cuzăplac, Gălășeni, Mierța, Petrindu, Ruginoasa, Stoboru en Tămașa.

## Geschiedenis
De vroegst bekende schriftelijke vermelding is afkomstig uit het jaar 1219 als Cuzeplac.
De stad, behoorde tot het koninkrijk van Hongarije en maakte deel uit van het vorstendom Transsylvanië. Na het compromis van 1867 tussen de Oostenrijkers en Hongaren in het Oostenrijkse keizerrijk kwam een einde aan het prinsdom van Transsylvanië 1876, waarna het Koninkrijk van Hongarije in provincies werd verdeeld. Cuzăplac omvat het graafschap Szilágy (Szilágymegye). Aan het einde van de Eerste Wereldoorlog, kwam een einde aan het Oostenrijks-Hongaarse Rijk en ging de stad deel uitmaken van Roemenië. In 1940 werd de stad geannexeerd door Hongarije tot 1944. Zij werd na de Tweede Wereldoorlog weer bij Roemenië gevoegd.